# Sunndalen (Sunndal)

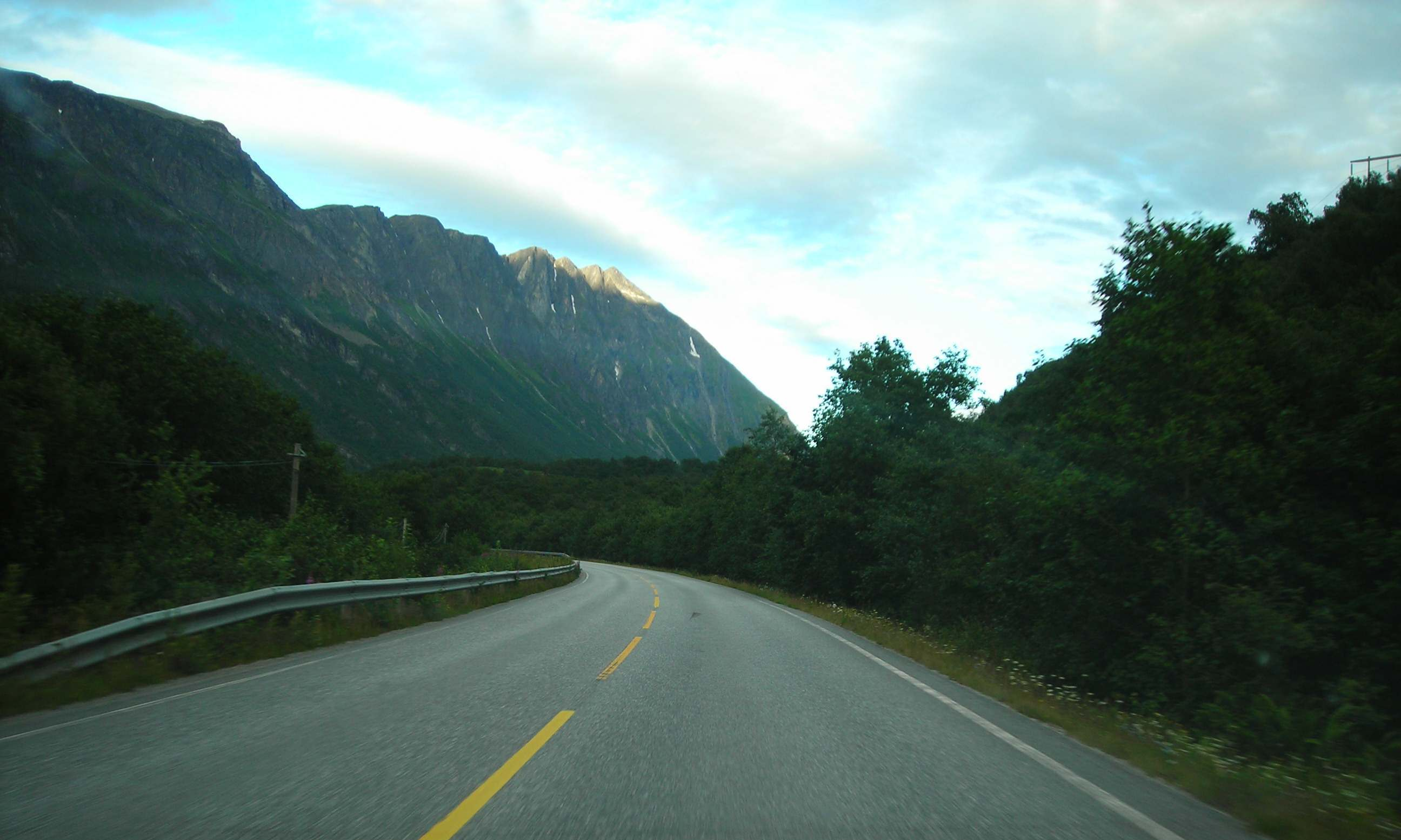
Riksvei 70 im Sunndalen

Das Sunndalen ist ein Tal in den norwegischen Provinzen (Fylkern) Møre og Romsdal und Trøndelag. Das Tal bildet eine Verlängerung des Sunndalsfjords.

## Lage
Das Tal bildet eine Verlängerung des Sunndalsfjords. Der Fjord schneidet sich an der norwegischen Westküste von Westen kommend in das Land ein. An seinem inneren Ende liegt die Ortschaft Sunndalsøra. In der Ortschaft mündet der Fluss Driva in den Fjord. Von Sunndalsøra aus zieht sich das Tal entlang des Flusses in südöstlicher Richtung zunächst etwa 40 Kilometer durch die Kommune Sunndal. Ein Großteil der Einwohner Sunndals leben im unteren Talbereich.
Nördlich und südlich des Tals erheben sich in der Kommune Sunndal Berge mit im Süden teilweise über 1600 moh. und im Norden mit über 1800 moh. Bei Holssanden fällt der Wasserfall Vinnufallet ins Tal, mit 845 Metern einer der höchsten Wasserfälle Norwegens.
Kurz vor der Grenze zwischen Sunndal und der Kommune Oppdal, die zugleich die Grenze zwischen Møre og Romsdal und Trøndelag darstellt, knickt das Tal etwas in den Norden ab und nimmt dann einen östlichen Verlauf an. In der Gemeinde Oppdal, wo das Tal auch Drivdalen heißt, treffen schließlich mehrere Täler auf einander und das Sunndalen endet bei der Ortschaft Oppdal. Der Fluss Driva stößt dort aus dem Süden zur Ortschaft und zum Tal.

## Verkehr
Weitgehend parallel zur Driva durch das Sunndalen verläuft der Riksvei 70. Bei Sunndalsøra, wo das Tal im Westen endet, knickt die Straße Richtung Norden ab. Im Osten endet sie bei Oppdal in die Europastraße 6 (E6).

## Name
Der Name setzt sich aus den beiden Bestandteilen „Sunn“ und „-dalen“ (deutsch: das Tal) zusammen, erster leitet sich von „Süden“ ab. Der Name entstand dadurch, dass das Sunndalen das südlichste Tal der Region Nordmøre ist.